# La figlia del drago di ferro
La figlia del drago di ferro o Cuore d'acciaio (The Iron Dragon's Daughter) è un romanzo fantasy di Michael Swanwick, pubblicato negli Stati Uniti nel 1993. 
Il romanzo tratta varie tematiche, tra cui: anticapitalismo, tecnocrazia, predestinazione, nichilismo, misantropia e paranoia. Ci sono anche vari riferimenti a Schopenhauer e Nietzsche.
Il romanzo è stato pubblicato in Italia nel 1995 dalla Fanucci con il titolo Cuore d'acciaio. Il romanzo non è più stato ristampato dalla Fanucci.
È stato in seguito pubblicato dalla Mondadori Editore nella collana Urania Millemondi all'interno del volume I draghi del ferro e del fuoco, insieme a I draghi di Babele. La figlia del drago di ferro è il nuovo nome scelto dalla Mondadori per Cuore d'acciaio.

## Trama
Jane, una ragazzina umana, viene rapita dagli elfi e costretta a lavorare nella fabbrica di draghi biomeccanici a vapore. Le condizioni di vita sono atroci, e la ragazza, circondata da strane e assurde creature, pare destinata a un'esistenza brutale. Pian piano comincia a rendersi conto che una possibilità di fuga esiste, anche grazie all'incontro con Melanchthon, un drago scartato e arrugginito.

## Edizioni
- Michael Swanwick, Cuore d'acciaio, traduzione di Susanna Bini, I Libri di Fantasy. Il Fantastico nella Fantascienza IX, Fanucci, 1995, ISBN 88-347-0509-2.

- Michael Swanwick, La figlia del drago di ferro, collana Urania Millemondi, Mondadori, 2011.